# Citolisina
La citolisina es una sustancia o anticuerpo elaborado por microorganismos, plantas o animales, que es específicamente tóxica a células individuales, en muchos casos causando su disolución a través de lisis. Las citolisinas que poseen una acción específica para determinadas células se nombran en función de dicha acción. Por ejemplo, las citolisinas responsables de la destrucción de eritrocitos, como lo hacen liberando hemoglobinas, son llamadas hemolisinas. Las citolisinas pueden encontrarse tanto en los  antídotos como en los venenos.
La hemolisina es también usada por ciertas bactérias, como la Listeria monocytogenes, para romper la membrana del fagosoma y escapar al citoplasma de la célula.